# Dotterbloem-verbond
Het dotterbloem-verbond (Calthion palustris) is een verbond uit de pijpenstrootje-orde (Molinietalia). Het verbond omvat plantengemeenschappen van bloemrijke, drassige graslanden op mineraalrijke bodems.

## Naamgeving en codering
- Frans: Communautés subatlantiques à atlantiques, mésoxérophiles à xérophiles
- Duits: Sumpfdotterblumenwiese
- Syntaxoncode voor Nederland (rVvN): r16Ab
- BWK-karteringscode: hc
- Natura2000-habitattypecode: H6410
- Corine biotope: 37.2 Eutrophic humid grasslands / 37.2 - Prairies humides eutrophes
- Eunis Habitat Types: E3.5 Moist or wet oligotrophic grassland

De wetenschappelijke naam Calthion palustris is afgeleid van de botanische naam van een belangrijke kensoort van dit verbond, de gewone dotterbloem (Caltha palustris).

## Fysiognommie

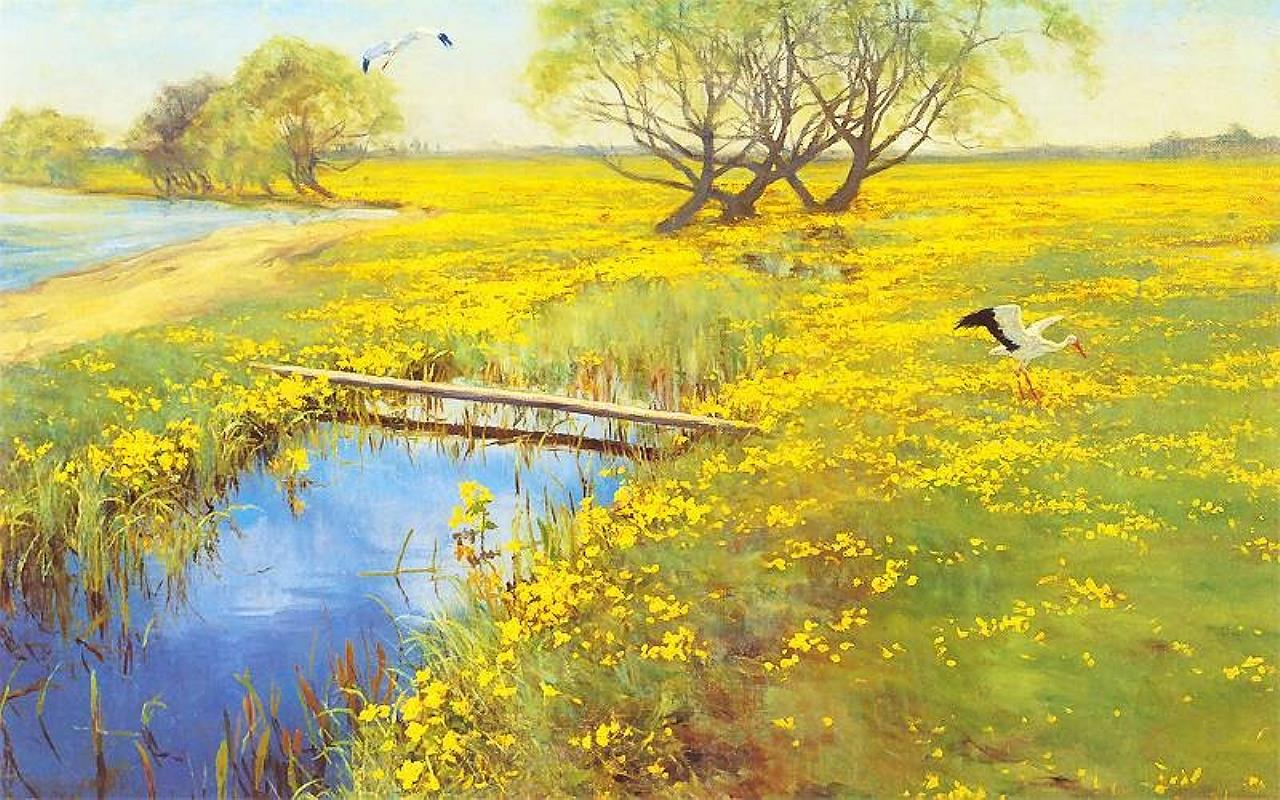
Schilderij van een dotterbloemhooiland (Henryk Weyssenhoff, 1911)

Graslanden van het dotterbloem-verbond worden gekenmerkt door een dichte, laagblijvende vegetatie zonder boom- en struiklaag.
De kruidlaag is zeer soorten- en bloemrijk. Ze bestaat uit zowel grassen en grasachtige planten zoals tweerijige zegge, als uit kruiden zoals echte koekoeksbloem, grote ratelaar en gewone dotterbloem. Ook orchideeën als de brede orchis zijn er te vinden.
De moslaag is in de meeste associaties minder belangrijk.

## Ecologie
Het dotterbloem-verbond vindt men in 's winters periodiek overstroomde hooilanden met mineraal- en stikstofrijke plaatsen, overwegend met kleiige, lemige of venige bodems.
Dit soort hooilanden waren nog tot in de 20e eeuw zowel in Nederland als in Vlaanderen zeer talrijk, maar zijn de laatste decennia door bemesting en ontwatering op veel plaatsen omgevormd tot soortenarme productiegraslanden. Enkel in natuurgebieden met aangepast beheer zijn nog restanten van deze bloemrijke graslanden te bewonderen.
Hooilanden met dit verbond zijn ontstaan ten gevolge van menselijke ingrepen en voor hun voortbestaan daar ook van afhankelijk; ze moeten één tot tweemaal per jaar gemaaid worden.

## Associaties in Nederland en Vlaanderen
Het dotterbloem-verbond wordt in Nederland en Vlaanderen vertegenwoordigd door zes associaties.
- - associatie van ratelaar en harlekijn (Rhinantho-Orchidetum morionis)
  - associatie van echte koekoeksbloem en gevleugeld hertshooi (Lychnido-Hypericetum tetrapteri)
  - associatie van boterbloemen en waterkruiskruid (Ranunculo-Senecionetum aquatici)
  - bosbies-associatie (Scirpetum sylvatici)
  - associatie van gewone engelwortel en moeraszegge (Angelico-Cirsietum oleracei)

## Diagnostische taxa voor Nederland en Vlaanderen
In de onderstaande synoptische tabel staan de belangrijkste diagnostische plantentaxa van het dotterbloem-verbond voor Nederland en Vlaanderen.
Kruidlaag
| Kentaxon | Diff. soort | Presentie | Triviale naam       | Botanische naam          | Opmerking | Afbeelding |
| -------- | ----------- | --------- | ------------------- | ------------------------ | --------- | ---------- |
| kV       | -           |           | moerasrolklaver     | Lotus pedunculatus       |           |            |
| kV       | -           |           | echte koekoeksbloem | Silene flos-cuculi       |           |            |
| kV       | -           |           | grote ratelaar      | Rhinanthus angustifolius |           |            |
| kV       | -           |           | tweerijige zegge    | Carex disticha           |           |            |
| kV       | -           |           | brede orchis        | Dactylorhiza majalis     |           |            |
| kV       | -           |           | gewone dotterbloem  | Caltha palustris         |           |            |
| kO       | -           |           | kale jonker         | Cirsium palustre         |           |            |
| kO       | -           |           | lidrus              | Equisetum palustre       |           |            |
| kO       | -           |           | gewone engelwortel  | Angelica sylvestris      |           |            |
| kO       | -           |           | biezenknoppen       | Juncus conglomeratus     |           |            |
| kO       | -           |           | wilde bertram       | Achillea ptarmica        |           |            |
| kO       | -           |           | kleine valeriaan    | Valeriana dioica         |           |            |
| kK       | -           |           | gestreepte witbol   | Holcus lanatus           |           |            |
| kK       | -           |           | scherpe boterbloem  | Ranunculus acris         |           |            |
| kK       | -           |           | knoopkruid          | Centaurea jacea          |           |            |
| kK       | -           |           | gewone brunel       | Prunella vulgaris        |           |            |
| kK       | -           |           | pinksterbloem       | Cardamine pratensis      |           |            |
| kK       | -           |           | veldzuring          | Rumex acetosa            |           |            |
| kK       | -           |           | grote pimpernel     | Sanguisorba officinalis  |           |            |
| kK       | -           |           | vogelwikke          | Vicia cracca             |           |            |
| kK       | -           |           | rode klaver         | Trifolium pratense       |           |            |
| kK       | -           |           | beemdlangbloem      | Schedonorus pratensis    |           |            |
| kK       | -           |           | gewone hoornbloem   | Cerastium fontanum       |           |            |
| kK       | -           |           | grasmuur            | Stellaria graminea       |           |            |
| kK       | -           |           | veldlathyrus        | Lathyrus pratensis       |           |            |

Moslaag
| Kentaxon | Diff. soort | Presentie | Triviale naam | Botanische naam      | Opmerking | Afbeelding |
| -------- | ----------- | --------- | ------------- | -------------------- | --------- | ---------- |
| kO       | -           |           | boompjesmos   | Climacium dendroides |           |            |

## Biologische Waarderingskaart
In de Biologische Waarderingskaart (BWK) van Vlaanderen en het Brussels Hoofdstedelijk Gewest is deze associatie opgenomen als dotterbloemgrasland (hc).
Dit vegetatietype staan alle gewaardeerd als 'Biologisch zeer waardevol'.

## Fotogalerij

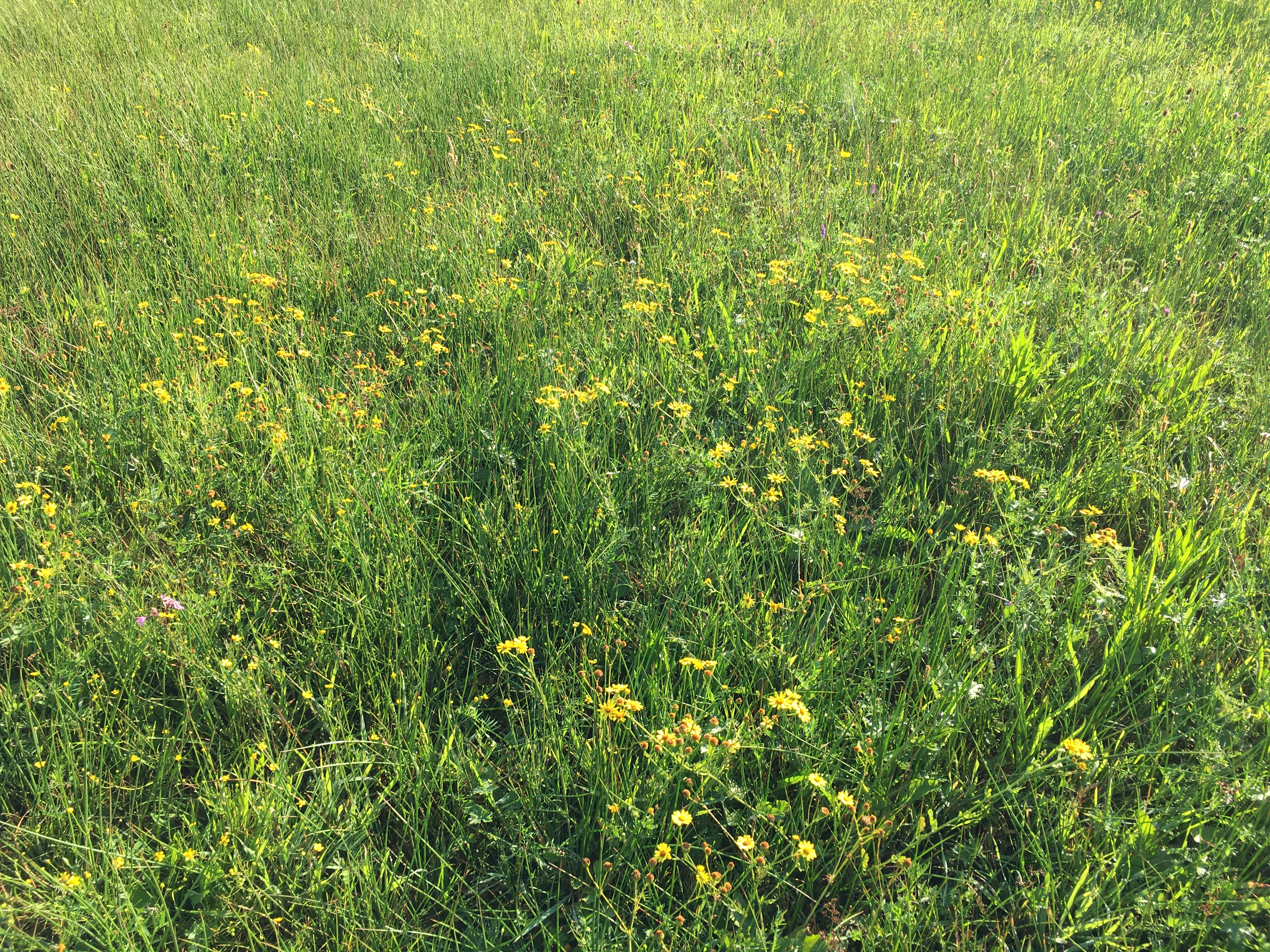
De associatie van boterbloemen en waterkruiskruid
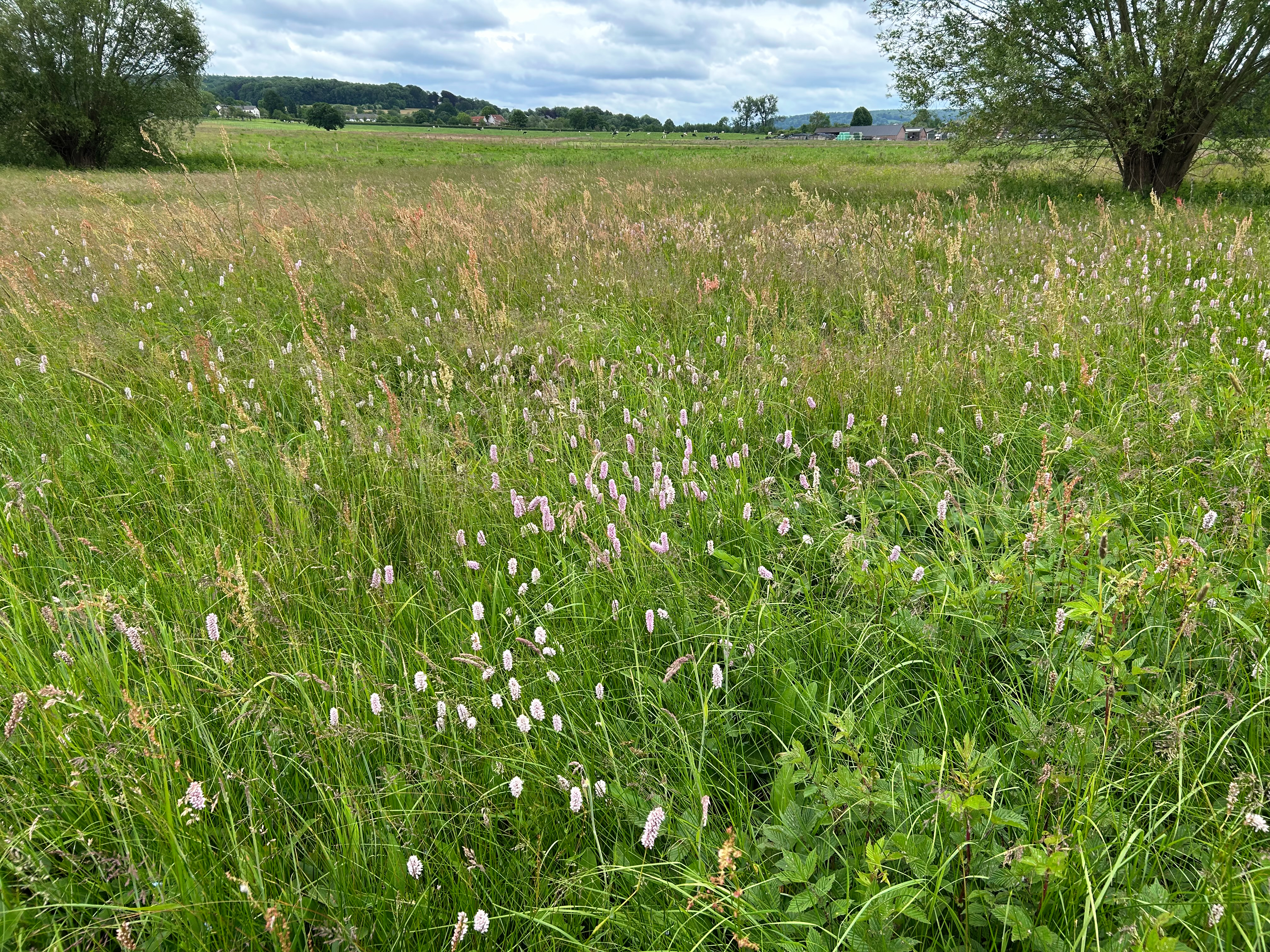
De associatie van gewone engelwortel en moeraszegge
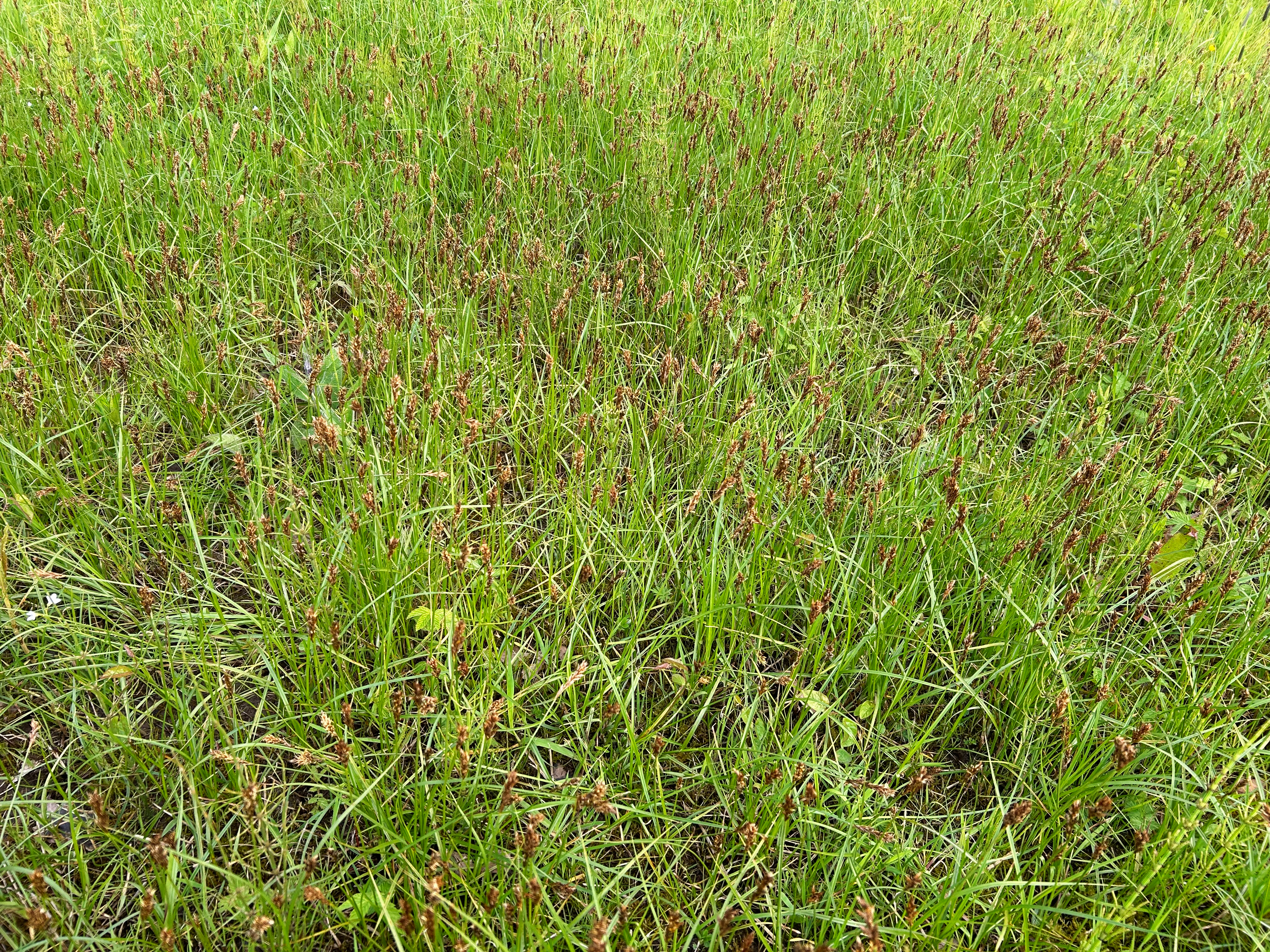
Een rompgemeenschap met tweerijige zegge